# Adelio Pasqualotto
Adelio Pasqualotto CSI (ur. 26 kwietnia 1950 w Novoledo di Villaverla) – włoski duchowny rzymskokatolicki działający w Ekwadorze, w latach 2015–2023 wikariusz apostolski Napo.

## Życiorys
Święcenia kapłańskie przyjął 11 marca 1978 w Zgromadzeniu św. Józefa. Przez kilkanaście lat pracował we włoskich wspólnotach zakonnych, zaś w latach 1991–2012 pracował duszpastersko w Meksyku. W latach 2000–2006 był wikariuszem tamtejszej prowincji. W 2013 wyjechał do Ekwadoru i został prowikariuszem wikariatu apostolskiego San Miguel de Sucumbíos.
12 grudnia 2014 otrzymał nominację na wikariusza apostolskiego Napo oraz na biskupa tytularnego Abthugni. Sakry biskupiej udzielił mu 7 marca 2015 abp Giacomo Guido Ottonello.
31 maja 2023 papież Franciszek przyjął jego rezygnację z urzędu wikariusza apostolskiego.